# Alberndorf in der Riedmark
Alberndorf in der Riedmark är en ort och  kommun i Österrike. Den ligger i distriktet Urfahr-Umgebung i förbundslandet Oberösterreich,  150 kilometer väster om huvudstaden Wien. 
Kommunen består av 29 orter (Ortschaften) (inom parentes invånarantal 1 januari 2024):

- Aich (42)
- Alberndorf in der Riedmark (772)
- Almesberg (271)
- Berbersdorf (87)
- Gerbersdorf (39)
- Grasbach (348)
- Greifenberg (10)
- Hadersdorf (79)
- Heinberg (46)
- Hirschstein (27)
- Kelzendorf (122)
- Klamleiten (33)
- Kottingersdorf (66)
- Lindach (132)
- Loitzendorf (139)
- Luegstetten (59)
- Matzelsdorf (44)
- Oberndorf (3)
- Oberweitersdorf (68)
- Pröselsdorf (394)
- Riedegg (191)
- Rinzendorf (177)
- Schallersdorf (3)
- Schlammersdorf (119)
- Spattendorf (467)
- Steinbach (50)
- Veitsdorf (169)
- Weikersdorf (64)
- Zeurz (202)